# آلدرمستون وورف
آلدرمستون وورف (به انگلیسی: Aldermaston Wharf) یک روستا در بریتانیا است که در بارکشر غربی واقع شده‌است.